# Rataplan
Ne doit pas être confondu avec Rantanplan.
Ne doit pas être confondu avec Rataplan (magazine).
Ne doit pas être confondu avec Ratataplan.
Rataplan est une série de bande dessinée créée par Yves Duval et Jacques Acar (scénario) et par Berck (dessinateur), publiée de 1961 à 1967 dans le journal Tintin et éditée en album de 1965 à 1973 par les Éditions du Lombard.
La série s'arrête en 1967, lorsque Berck quitte le journal Tintin pour le journal Spirou.
Même si Jacques Acar n'est pas officiellement crédité sur les couvertures, les scénarios de Rataplan sont réalisés « à quatre mains » avec Yves Duval.

## Histoire

### Synopsis
La série raconte les aventures de Rataplan, un jeune tambour des grenadiers de la garde impériale de Napoléon Ier. Avec le sergent Bobèche, il participe aux campagnes napoléoniennes. Les deux personnages se trouvent souvent confrontés aux espions Kromyr et Koursurpatt.

## Publications en français

### Dans des périodiques
Dans Tintin (France)
- Rataplan et l'ibis d'or, Tintin, 30 planches du no 669 du 17/08/1961 au 683 du 23/11/1961, Le Lombard

L'action débute dans le sud-ouest de la France en 1798 et se poursuit en Égypte.
- Rataplan et le prince de Jitomir, Tintin, 30 planches du no 699 du 15/03/1962 au 711 du 07/06/1962, Le Lombard

Nous sommes dans l'hiver 1806 en Pologne.
- Rataplan et le signe du Toro, Tintin, 30 planches du no 727 du 27/09/1962 au 741 du 03/01/1963, Le Lombard

L'action se déroule en 1808 en Espagne.
- Rataplan et Cocotte 66, Tintin, 30 planches du no 757 du 25/04/1963 au 771 du 01/08/1963, Le Lombard

L'action a lieu en 1810 à Toulon puis dans l'arrière-pays.
- Baptême de l'air, Tintin", 2 planches (numéro 790)

L'action se déroule dans un aéroport.
- Rataplan et le vaudou, Tintin, 30 planches du no 806 du 02/04/1964 au 820 du 09/07/1964, Le Lombard

L'action débute à Fontainebleau mais nos héros, à la demande de l'empereur, partent sur l'île Pitchou dans les Antilles. La date n'est pas précisée.
- Rataplan contre Number One, Tintin, 30 planches du no 836 du 29/10/1964 au 850 du 04/02/1965, Le Lombard

En août 1805, la Grande Armée campe aux environs de Boulogne, prête à envahir l'Angleterre.
- Rataplan et le dernier des maudits-camps, Tintin, 30 planches du no 866 du 27/05/1965 au 880 du 02/09/1965, Le Lombard

Bobèche et Rataplan quittent Boulogne pour une mission dans les jeunes États-Unis d'Amérique.
- Rataplan et la retraite de Rosie, Tintin, 22 planches du no 934 du 15/09/1966 au 939 du 20/10/1966, Le Lombard

L'action débute en 1811 à Moscou et se poursuit dans la steppe russe.
- Rataplan contre la 5e colonne, Tintin, 22 planches du no 952 du 19/01/1967 au 962 du 30/03/1967, Le Lombard

Cette fois-ci l'action se passe à Athènes. Il est simplement précisé que nous sommes au début du XIXe siècle.

### En albums
- T.1 Rataplan et l'ibis d'or, Le Lombard / Dargaud (collection « Une histoire du journal Tintin » no 2), 1965
- T.2 Rataplan et le signe du toro, Le Lombard / Dargaud (collection « Une histoire du journal Tintin » no 15, 1967
- T.3 Rataplan et cocotte 66, Le Lombard / Dargaud (collection « Une histoire du journal Tintin » no 18), 1968
- T.4 Rataplan et le vaudou, Le Lombard / Dargaud (collection « Une histoire du journal Tintin » no 28, 1969
- T.5 Rataplan et le prince de Jitomir, Le Lombard / Dargaud (collection « Une histoire du journal Tintin » no 34), 1970
- T.6 Rataplan contre number one, Le Lombard / Dargaud (collection « Vedette » no 7), 1971
- T.7 Rataplan et le dernier des maudits-camps, Le Lombard / Dargaud (collection « Vedette » no 12), 1971
- T.8 Rataplan et la retraite de Rosie, Le Lombard / Dargaud (collection « Vedette » no 13), 1972
- T.9 Rataplan contre la 5e colonne, Le Lombard / Dargaud (collection « Jeune Europe » no 87), 1973, l'album comprend aussi Strapontin et le rayon alimentaire